# Glasbeeldhouwkunst

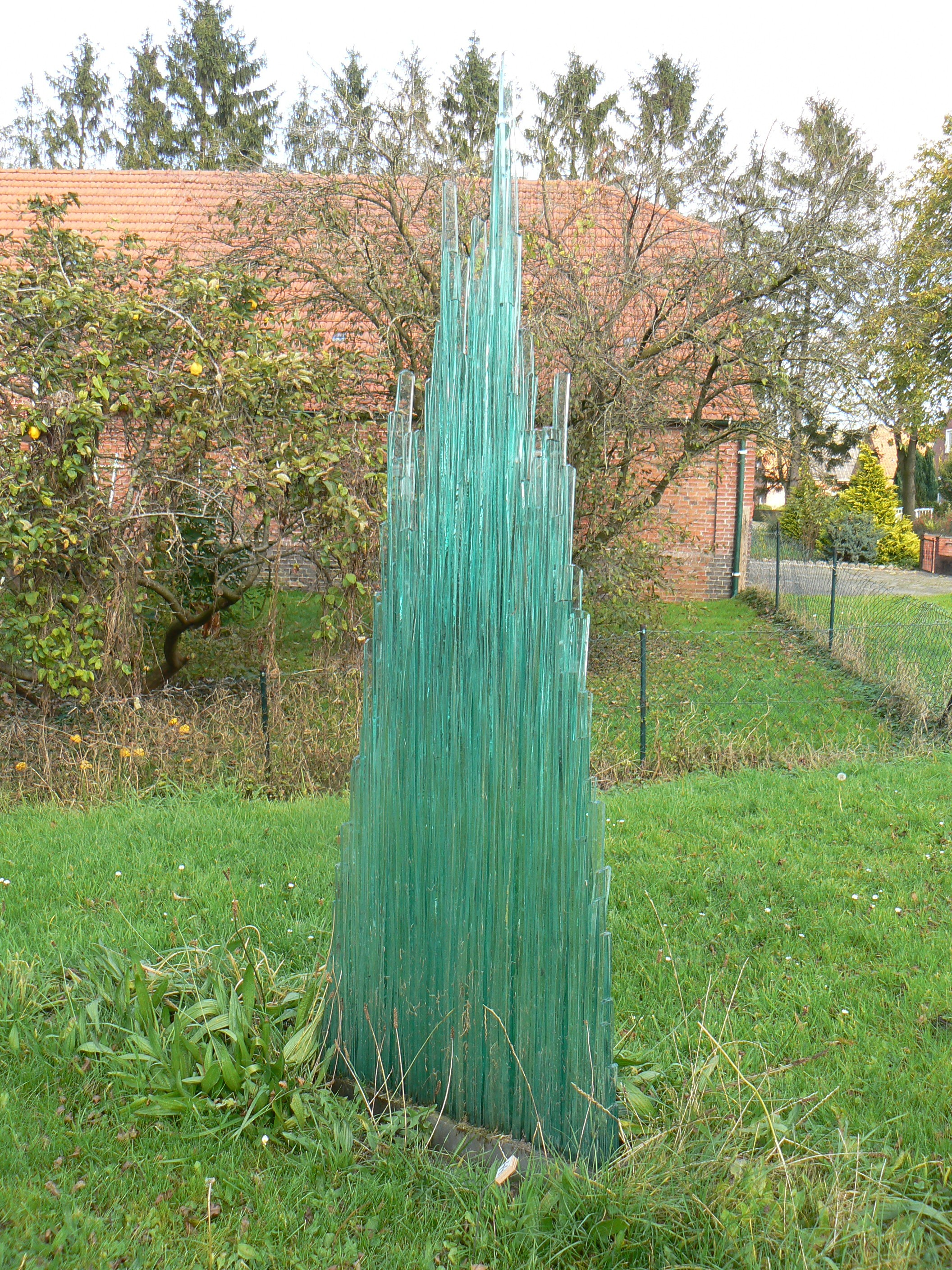
Glassculptuur van Vincent & Gemma van Leeuwen in het "Kunstzentrum Coldam", Leer

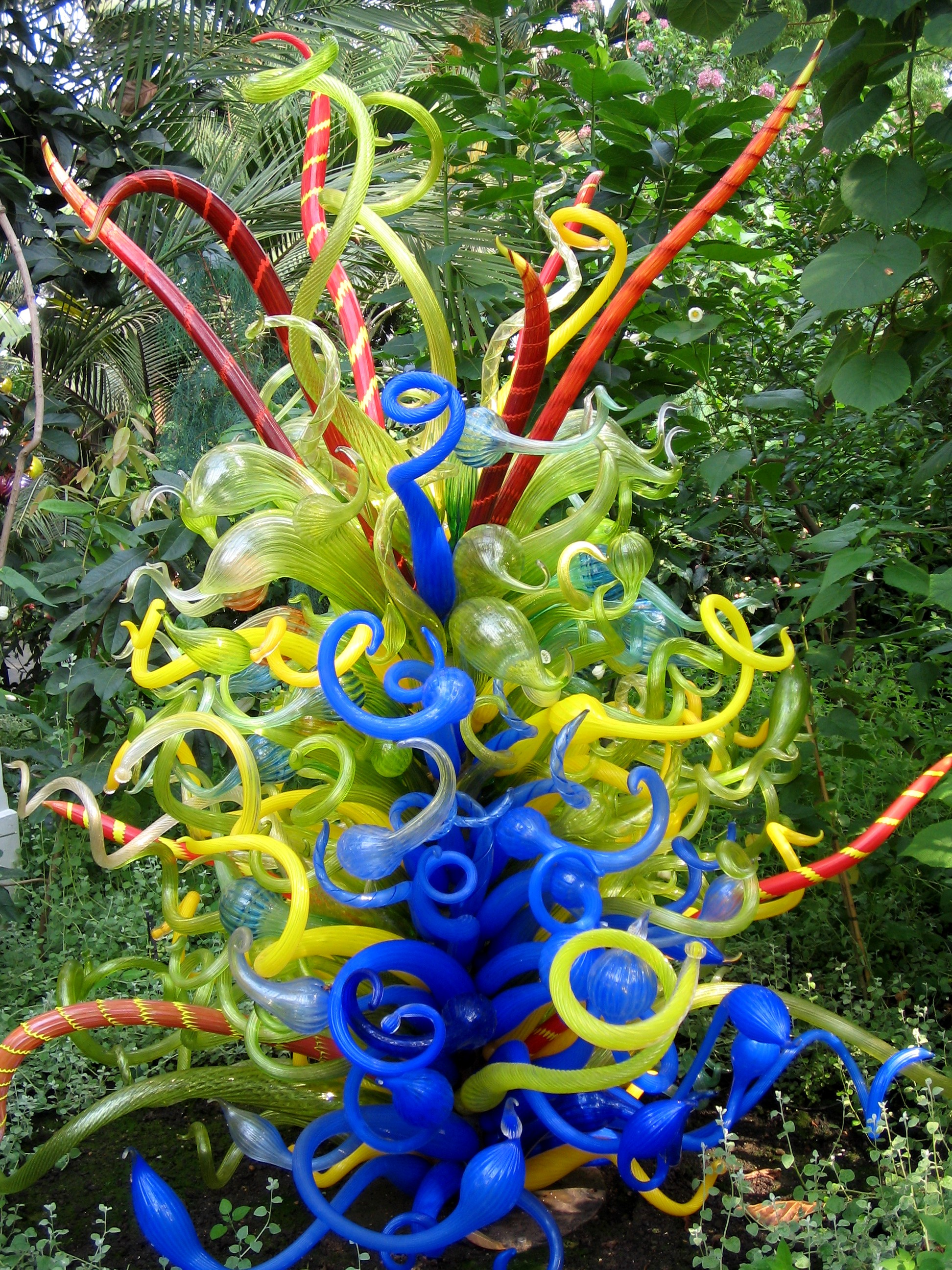
Sculptuur van Dale Chihuly, Kew Gardens

Glasbeeldhouwkunst is de techniek van beeldhouwen met het medium glas, waarbij door assemblage van verschillende glasdelen tot één geheel, een kunstwerk wordt gecreëerd: de zogenaamde glassculptuur.

## Diverse methodes
Diverse methodes worden in dit onderdeel van de glaskunst toegepast om tot een beeldhouwwerk te komen,
waarbij in ieder geval aan de voorwaarde dient te worden voldaan, dat de sculptuur geheel of voornamelijk met het medium glas is vervaardigd.

### Lijmmethode
De eerste methode is de lijmmethode (ook wel de glas-op-glas methode genoemd): reeds in vorm gesneden stukken of repen vlakglas, meestal blank glas, worden door middel van verlijming tot sculpturen gevormd. Door gebruik te maken van kleur en/of zandstralen kan het kunstwerk echter een geheel ander karakter krijgen.
Glaskunstenaars die volgens deze methode werken zijn o.a.:
- Bert Frijns, Nederland
- Vincent & Gemma van Leeuwen, Nederland
- Bert van Loo, Nederland
- Peter Newsome, Engeland
- Costas Varotsos, Griekenland

Genoemde methode wordt ook wel gecombineerd met glasfusing, waarbij door verhitting van het vlakglas het resultaat aanzienlijk kan afwijken van de lijmmethode, waaraan geen verhitting te pas komt.

### Constructiemethode
De tweede methode is een constructiemethode: in vorm gesneden vlakglas (al dan niet gekleurd) of door glasblazen verkregen glasvormen (onbeperkt in vorm of kleur) worden met behulp van diverse materialen, meestal metaal, soms ook hout of kunststof, tot vaak (zeer) grote sculpturen geconstrueerd.
De bekendste glaskunstenaar, die op dit terrein onomstreden de leidende figuur is, is de Amerikaan Dale Chihuly. Zijn uitzonderlijk mooie glassculpturen en glasinstallaties, die soms bestaan uit duizenden onderdelen, worden in de gehele wereld tentoongesteld.
Glaskunstenaars die volgens deze methode werken zijn o.a.
- Dale Chihuly, Verenigde Staten
- Hans Godo Frabel, Verenigde Staten

en incidenteel ook:
- Jonathan Borofsky, Verenigde Staten
- Thomas Schütte, Duitsland

### Zandstraal-procedé
Het glas (vlakglas) direct door middel van zandstralen oppervlakking dan wel diep bewerken. Hierdoor ontstaat licht tot zwaar reliëf in het glas met sculpturale vormen. De in Nederland werkzame Nori Rhodes (Engeland) creëert op deze wijze zeer opvallende glaskunstwerken.
Ten slotte kan niet onvermeld blijven, dat enkele kunstenaars zich ook wagen aan het beeldhouwen met het ruwe materiaal glas:
hakken en houwen in glas, ook wel "glass cutting" genaamd.